# Onthophagus palestriniae
Onthophagus palestriniae là một loài bọ cánh cứng trong họ Bọ hung (Scarabaeidae).